# Nguyễn Ngọc Lễ
Nguyễn Ngọc Lễ (1918 - 1972) là một cựu tướng lĩnh Bộ binh của Quân lực Việt Nam Cộng hòa, cấp bậc Trung tướng. Ông nguyên là một Hạ sĩ quan trong Quân đội Viễn chinh Pháp. Sau được đi học bổ túc đặc biệt tại trường Sĩ quan Võ bị của Pháp. Nhờ vào những chiến tích, ông nhanh chóng được thăng cấp ở thời kỳ phục vụ Quân đội Liên hiệp Pháp và Quân đội Quốc gia. Chuyển sang Quân đội Việt Nam Cộng hòa, ông được thăng cấp tướng. Ông đã từng là người đứng đầu ngành An ninh Nội chính và Tình báo Quốc gia và Tư lệnh một Quân đoàn và Vùng chiến thuật của Việt Nam Cộng hòa.

## Tiểu sử và Binh nghiệp
Ông sinh năm 1918 trong một gia đình trung lưu tại Duy Xuyên, Quảng Nam, miền Trung Việt Nam. Năm 1936 ông tốt nghiệp Trung học Đệ nhất cấp chương trình Pháp tại Quảng Nam với văn bằng Thành Chung.

### Quân đội Pháp
Đầu năm 1937 ông nhập ngũ vào Quân đội Viễn chinh Pháp ở Đông Dương, theo học ở Trường Hạ sĩ quan An Cựu, Huế. Trường này được mở ra với mục đích là đào tạo nên các hạ sĩ quan và sĩ quan người bản xứ phục vụ cho các đơn vị Lê dương, Viễn chinh và Thuộc địa của Quân đội Pháp. Bốn tháng sau ông tốt nghiệp với cấp bậc Trung sĩ. Đến năm 1940 ông mang cấp bậc Thượng sĩ làm Đồn trưởng đồn Mỹ Đức, Lệ Thủy, Quảng Bình.
Năm 1942, do chiến tích chống trả cuộc tấn công của Việt Minh vào đồn Mỹ Đức, ông được thăng cấp Chuẩn úy làm Trung đội trưởng trong một Đại đội Khinh binh Biệt lập. Năm 1944 ông được thăng cấp Thiếu úy tại nhiệm. Đến năm 1948 ông được thăng cấp Trung úy giữ chức vụ chỉ huy Đại đội này.

### Quân đội Liên hiệp Pháp
Đầu năm 1948 chuyến sang phục vụ Quân đội Liên hiệp Pháp, ông được thăng cấp Đại úy và được cử giữ chức vụ Tổng chỉ huy Việt binh đoàn. Tháng 6 cùng năm ông được thăng cấp Thiếu tá tại nhiệm. Đầu tháng 12 năm 1950 khi Quân đội Quốc gia chính thức được thành lập, ông được cử làm Chủ tịch Ủy ban Bình định tỉnh Thừa Thiên. Cuối năm 1951 ông được thăng cấp Trung tá tại nhiệm.

### Quân đội Quốc gia Việt Nam
Tháng 4 năm 1952, Bộ Tổng Tham mưu Quân đội Quốc gia được thành lập, ông chính thức chuyển sang phục vụ Quân đội Quốc gia, được cử giữ chức Tư lệnh Đệ nhị Quân khu Trung Việt tân lập. Đầu năm 1953 ông được thăng cấp Đại tá tại nhiệm. Thời gian này, ông được cử làm Chánh Chủ khảo kỳ thi mãn khóa của khóa sinh khóa 2 Phụng sự và khóa 3 Đống Đa ở trường Võ khoa Thủ Đức. Cuối năm ông bàn giao Đệ nhị Quân khu lại cho Trung tá Trương Văn Xương.
Đầu năm 1954 ông bị tướng Nguyễn Văn Hinh trù dập, đưa đi làm Tiểu khu trưởng Tiểu khu Phú Quốc (một hình thức bị giam lỏng). Giữa năm này, tướng Hinh bị thất sủng, ông được về làm Tư lệnh Phân khu Duyên hải tại Nha Trang.

## Quân đội Việt Nam Cộng hòa
Năm 1955 ông được lệnh bàn giao Phân khu Duyên hải lại cho Trung tá Phạm Văn Đổng. Tháng 4 ông được bổ nhiệm vào chức vụ Tổng Giám đốc Cảnh sát-Công an thay thế ông Lại Văn Sang bị giải nhiệm vì thuộc phe phiến loạn Bình Xuyên của tướng Bảy Viễn. Sau đó ông được thăng cấp Thiếu tướng tại nhiệm.
Năm 1956 ông nhận lệnh bàn giao chức vụ Tổng Giám đốc Cảnh sát-Công an lại cho Đại tá Phạm Xuân Chiểu. Cuối năm, ông được thăng cấp Trung tướng và được cử giữ chức Chỉ huy trưởng Trung tâm Huấn luyện số 1 tại Quán Tre. Đến tháng 8 năm 1958 ông nhận lệnh bàn giao Trung tâm Huấn luyện Quang Trung lại cho Đại tá Hồ Văn Tố. Ngay sau đó ông được cử đi du học lớp Tham mưu cao cấp tại Học viện Chỉ huy và Tham mưu Fort Leavenworth, Kansas, Hoa Kỳ (thời gian 16 tuần).
Đầu tháng 11 năm 1959 ông được bổ nhiệm giữ chức vụ Tư lệnh Quân đoàn III & Vùng 3 Chiến thuật thay thế Trung tướng Thái Quang Hoàng. Đến năm 1960 kiêm chức Chủ tịch Ban chấp hành Hội Cựu chiến sĩ. Đến đầu tháng 5 năm 1961 ông bàn giao chức vụ Tư lệnh Quân đoàn III lại cho Thiếu tướng Lê Văn Nghiêm.
Giữa tháng 10 năm 1964 ông được cử làm Chánh thẩm Tòa án Quân sự Mặt trận Sài Gòn xét xử 13 Sĩ quan cấp tướng và tá có liên can đến cuộc Biểu dương Lực lượng vào ngày 13 tháng 9 năm 1964 do Trung tướng Dương Văn Đức, Tư lệnh Quân đoàn IV & Vùng 4 Chiến thuật cầm đầu. Nhưng sau đó tất cả đều được tha bổng.
Ngày 21 tháng 12 năm 1964 ông được nghỉ phục vụ 3 tháng có lương. Tháng 3 năm 1965 ông được xét giải ngũ với lý do đã phục vụ quân đội trên 20 năm.
Năm 1972 ông bị bệnh từ trần tại Sài Gòn, hưởng dương 54 tuổi.